# Giovanni Capodistria
Il conte Giovanni Antonio Capodistria, o Capo d'Istria (in greco Ιωάννης Καποδίστριας?, Ioánnis Kapodístrias; Corfù, 11 febbraio 1776 – Nauplia, 27 settembre 1831), è stato un politico e diplomatico greco, nato cittadino veneziano, poi politico della Repubblica delle Sette Isole Unite, quindi diplomatico dell'Impero russo e infine primo capo di Stato della Grecia indipendente.

## Biografia

### Infanzia e giovinezza
Giovanni Capodistria nacque nella città di Corfù, il centro principale delle Isole Ionie (a quel tempo facenti parte della Repubblica di Venezia), ed era il sesto figlio del conte Antonio Maria Capodistria e di Diamantina Gonemi. I Capodistria erano iscritti nel Libro d'Oro della nobiltà corfiota fin dal 1679 in virtù di un ascendente che era stato nominato conte da Carlo Emanuele II di Savoia e derivavano il loro nome dall'omonima cittadina istriana da cui la famiglia (Vittori era il cognome originario) proveniva, mentre i Gonemi (famiglia della madre) erano iscritti nel Libro d'Oro da ancor più lunga data (1606).
Il giovane Capodistria godette dell'educazione e dei mezzi riservati all'élite dell'epoca e poté studiare medicina, filosofia e giurisprudenza all'università di Padova; all'età di 21 anni, nel 1797, fece ritorno alla sua isola natale per esercitarvi la professione medica.

### I primi incarichi diplomatici
Di idee profondamente liberali e democratiche, Capodistria conobbe negli anni della giovinezza i mutevoli destini della propria isola: nel 1797 la secolare presenza della Repubblica di San Marco era venuta meno e Corfù era entrata nell'orbita francese diventando parte delle Province Illiriche. Fu così che Capodistria si decise a intraprendere la carriera diplomatica, mentre nel 1799, quando Corfù fu soggetta a una breve occupazione da parte di forze russe e ottomane, venne nominato direttore medico generale dell'ospedale militare.
Quando il 20 marzo 1800 le Isole Ionie furono assoggettate al protettorato inglese e Capodistria ottenne l'incarico di amministrare le isole di Cefalonia, Santa Maura e Itaca, diventando poi segretario del Senato. In tale veste collaborò con Teotochi e Mocenigo alla stesura della costituzione della Repubblica delle Sette Isole Unite, diventando infine (1803) ministro dell'interno e poi degli esteri.
Nel 1807, anno della ribellione di Giannina contro la Sublime porta, il conte Capodistria venne posto al comando di tutte le milizie delle Isole Ionie e ottenne successi militari, finché la pace di Tilsit dello stesso anno (che assegnò l'arcipelago alla Francia) non lo convinse a ritirarsi nei suoi possedimenti.
Tuttavia, già nel 1809 fu chiamato a San Pietroburgo presso il dipartimento degli affari esteri dell'Impero zarista, dove prestò servizio come agente diplomatico, due anni dopo fece parte della legazione russa a Vienna e nel 1812 fu mandato a operare presso il quartier generale dell'armata russa del Danubio. L'anno successivo, come capo del gabinetto, Capodistria seguì lo zar Alessandro I di Russia nella guerra contro Napoleone, guadagnandosi la fiducia dell'imperatore russo al punto da ottenere, da quel momento in poi, le più importanti trattative di Stato. Ancora nel novembre 1813 fu inviato in Svizzera, conseguendo l'adesione elvetica all'alleanza antinapoleonica.
In occasione del Congresso di Vienna, al quale partecipò come plenipotenziario russo, contribuì a garantire l'unità, l'indipendenza e la neutralità della Svizzera e favorì l'integrazione di Ginevra e del Cantone di Vaud nella Confederazione dei XXII cantoni. In segno di riconoscenza nel 1816 il Cantone di Vaud gli attribuì la prima cittadinanza d'onore della sua storia e le città di Losanna e di Ginevra la prima borghesia d'onore. Riuscì anche a ottenere, grazie alla sua influenza, la restaurazione della Repubblica dell'Eptaneso sotto la protezione esclusiva inglese e firmò poco dopo il Secondo Trattato di Parigi del 20 novembre 1815. Nel 1816 Capodistria venne nominato segretario di Stato e si trovò ad amministrare gli affari esteri - tra cui la nuova provincia della Bessarabia - con Nesselrode.

### Il contributo alla causa dell'unificazione greca
Massone, membro della Loggia "Modesto", durante il suo soggiorno in Russia il conte Capodistria fu tra i fondatori, nel 1812, della loggia massonica "Phoenix", che riunì l'élite greca della Russia zarista e che svolse un ruolo importante nella preparazione dell'insurrezione contro l'Impero ottomano. Ebbe sempre a cuore la causa dell'emancipazione ellenica dal giogo turco e dal 1814 ricoprì la carica di presidente dell'eteria dei Filomusi ("Amici delle Muse").  Nel 1818 declinò invece l'offerta della presidenza della Filikí Etería, la Società degli Amici, un'altra società segreta, non approvandone le modalità di azione (e tanto meno le imprese del successivo leader Alessandro Ypsilanti), e riponendo invece le proprie speranze in un intervento dello zar Alessandro in favore dei greci. Quando invece la Russia si schierò contro gli insorti ellenici (1822), Capodistria rassegnò le sue dimissioni dalla pubblica amministrazione russa e si ritirò a Losanna e Ginevra, dove risiedette dal 1822 al 1827 in rue de l'Hotel de Ville, e da dove sostenne attivamente la causa dell'indipendenza greca (anche facendo istruire giovani greci a sue spese). A tal scopo fece anche viaggi in Francia, nei Paesi Bassi e in Germania (1826).

### La presidenza della Grecia
Il 18 aprile 1828 l'Assemblea Nazionale Greca riunita a Nauplia elesse Capodistria primo presidente (kybernetes) della Grecia, conferendogli un mandato settennale. La scelta ricadde sul nobile corfiota per via della necessità di superare l'attuale frammentazione politica con una figura di alta caratura istituzionale, della quale erano state apprezzate le riconosciute virtù diplomatiche. La necessità di risollevare la Grecia dalla sua secolare arretratezza fece tuttavia prendere a Capodistria misure di ammodernamento tanto drastiche quanto impopolari che gli alienarono le simpatie di molti gruppi politici e clan familiari. Il così ribattezzato "prefetto russo" si trovò contro anche il partito inglese; alla tenacia dei suoi oppositori Capodistria rispose con mosse sempre più autocratiche, provocando grande malcontento nel resto della Grecia. Sospettato di ambire al trono ellenico, fu infine accusato di aver favorito a questo scopo la rinuncia del principe Leopoldo di Sassonia-Coburgo-Gotha alla corona di Grecia.
Scoppiarono quindi rivolte nell'isola di Idra e nella regione della Mania, e quando Capodistria fece arrestare il principe maniota Petros Mavromichalis venne assassinato dal fratello e dal figlio di quest'ultimo a Nauplia, nel Peloponneso, mentre si dirigeva verso la chiesa di San Spiridione, il 27 settembre 1831.

## Omaggi
- Capodistria è raffigurato sulla moneta greca da 20 centesimi (lepta) di euro.
- A Capodistria è intitolato l'aeroporto internazionale di Corfù.
- A Capodistria è anche intitolata l'Università nazionale capodistriana di Atene.